# جون والاس (رسام)
جون والاس (بالإنجليزية: John Wallace)‏ هو نحات ورسام وفنان أمريكي، ولد في 1861، وتوفي في 1950.